# Espen Andersen
Espen Andersen (født 28. oktober 1993) er en norsk skiløber, som konkurrerer i nordisk kombineret.
Han vandt sølv under vinter-OL 2018 i holdkonkurrencen i nordisk kombineret.
Under vinter-OL 2022 i Beijing var han en del af det norske hold, der tog guld i holdkonkurrencen.